# Droga krajowa B198 (Niemcy)
Droga krajowa 198 (niem. Bundesstraße 198, B 198) – niemiecka droga krajowa przebiegająca  z zachodu na południe od skrzyżowania z drogą B103 w Appelburgu w Meklemburgii-Pomorzu Przednim do skrzyżowania z drogą B2 w Angermünde w Brandenburgii.

## Miejscowości leżące przy B198

### Meklemburgia-Pomorze Przednie
Appelburg, Stuer, Dambeck, Karchow, Vipperow, Vietzen, Mirow, Wesenberg, Groß Trebbow, Neustrelitz, Zinow, Carpin, Möllenbeck, Stolpe, Bredenfelde, Hinrichshagen, Canzow, Woldegk.

### Brandenburgia
Wolfshagen, Holzendorf, Dedelow, Prenzlau, Bertikow, Gramzow, Meichow, Polßen, Schmiedeberg, Günterberg, Greiffenberg, Kerkow, Angermünde.